# Giáo hội phổ quát
Công giáo(Công giáo La Mã) (chữ Anh: Catholicity of the Church, chữ Hi Lạp cổ: καθολικός katholikós, dịch nghĩa: Tính đại công của Hội Thánh), hoặc gọi Giáo hội phổ quát, Hội Thánh đại công, Hội Thánh phổ thông(Tin Lành), là một khái niệm trong Cơ Đốc giáo, để chỉ Hội Thánh của Đấng Christ là Hội Thánh phổ quát, phổ thông, đại chúng, của toàn thể nhân loại, hoàn toàn không thuộc về một khu vực, chủng tộc, tầng lớp, hoặc hệ phái cụ thể nào. Thuật ngữ này bắt nguồn từ chữ Hi Lạp καθολικός katholikós, nghĩa là “phổ quát”, “phổ thông”, “của toàn thế giới”. Ban đầu, thuật ngữ này để chỉ Hội Thánh tin nhận Chúa Jesus Christ là Đấng Cứu thế, tuân thủ Thánh kinh và tuân theo Tin lành được truyền bá bởi các sứ đồ. Thánh Ignatius thành Antioch lần đầu sử dụng từ “đại công” (Katholikós) để mô tả Hội Thánh trong thư gửi tín hữu ở Smyrna, tại đó ông viết: “Nơi nào có Chúa Jesus Christ hiện diện, nơi đó có Hội Thánh đại công”. Điều này ám chỉ rằng, mặc dù giáo hội hiện diện trên khắp thế giới, nhưng thực thể của Hội Thánh vẫn là duy nhất, đó là thân của Đấng Christ.
Thuật ngữ này sau đó được đưa vào Bài tín điều các Sứ đồ, với câu: “Tôi tin Hội Thánh phổ thông, sự cảm thông của thánh đồ, sự tha tội, sự sống lại của thân thể, và sự sống đời đời”, hoặc Kinh tin kính Nicaea–Constantinople, với câu: “Tôi tin Hội Thánh duy nhất, thánh thiện, công giáo và tông truyền”. Thuật ngữ “công giáo” là một trong bốn đặc tính của Hội Thánh, bên cạnh “thánh thiện”, “duy nhất” và “tông truyền.” Ngoài việc chỉ sự phổ quát về mặt tổ chức, “Hội Thánh phổ thông” còn chỉ tính chính thống của giáo lí giáo hội, phân biệt với các giáo lí “dị giáo”. Nhà thần học Vincent thành Lérins ở thế kỉ V đưa ra một định nghĩa nổi tiếng về tính đại công của giáo hội, gọi là “Quy tắc Vincent”, rằng: “Điều gì mà mọi người, ở mọi nơi trong mọi thời, đều tin, thì điều đó nên được xem là chân lí.” Định nghĩa này kết hợp ý nghĩa “tính đại công” ở hai phương diện là “phổ biến” và “chính thống”, được giáo hội qua các thời đại chấp nhận.
Từ "Công giáo" khi viết hoa lại chỉ cụ thể Giáo hội Công giáo La Mã, đặc biệt là trong các bối cảnh đại kết, và tại các quốc gia khác nhau có những giáo hội khác nhau cũng sử dụng thuật ngữ "công giáo", nhằm phân biệt khỏi ý nghĩa rộng hơn của từ này. Mặc dù cộng đồng do giáo hoàng lãnh đạo tại Rome được biết đến là Giáo hội Công giáo, nhưng thuật ngữ "công giáo", những đặc điểm của tính đại công, cũng được sử dụng để chỉ các hệ phái Cơ Đốc giáo như Giáo hội Chính giáo Đông phương, Giáo hội Chính thống Cổ Đông phương và Giáo hội Phương Đông Assyria. Thuật ngữ này cũng được sử dụng trong ngôn ngữ của những giáo hội đã tách biệt khỏi Giáo hội Công giáo La Mã, như Giáo hội Lutheran, Giáo hội Anh giáo (Thánh Công Hội), các giáo hội Công giáo Độc lập, Công giáo Phục cổ và một số hệ phái Cơ Đốc giáo khác. Mặc dù các đặc tính dùng để xác định tính đại công cũng như sự công nhận các đặc tính này ở các hệ phái khác nhau có sự khác nhau, những đặc điểm này thường bao gồm các bí tích chính thức, cơ cấu quản lí theo chế độ giám mục, tông truyền, lễ nghi kiểu công thức hoá, và các yếu tố khác liên quan đến thuyết Hội Thánh.
Trong các truyền thống Tin Lành và liên quan, thuật ngữ "Hội Thánh phổ thông" được sử dụng để chỉ sự nhận thức về tính phổ quát của lời tuyên xưng đức tin, sự liên tục không gián đoạn của đức tin và thực hành đức tin theo Cơ Đốc giáo thời kì sơ khai, bao hàm "toàn thể những người được Đức Chúa Trời cứu chuộc". Đặc biệt, trong các hệ phái như Hội Anh em Moravia, Giáo hội Luther, Thánh Công Hội, Giám lý Hội và Chủ nghĩa Calvin, thuật ngữ "Hội Thánh đại công" được dùng để tuyên bố họ là "những người kế thừa đức tin do sứ đồ truyền thừa". Các hệ phái đó coi mình là một phần của Hội Thánh đại công (phổ quát), dạy rằng thuật ngữ này chỉ "dòng chính thống lịch sử của Cơ Đốc giáo, với giáo lí được xác định bởi bốn Giáo hội nghị đầu tiên và Bài tín điều các Sứ đồ", do đó đại đa số các nhà cải chính giáo hội "đều kêu gọi đến truyền thống Hội Thánh phổ thông này và tin rằng họ phải gìn giữ sự tiếp nối của truyền thống đó". Vì vậy, tính phổ quát hay tính đại công của Hội Thánh thuộc về toàn bộ thân thể (hoặc cộng đồng) của Cơ Đốc nhân được hợp nhất với Đấng Christ.
Ngày nay, chúng ta thường dùng hoàn cảnh hiện tại để nhìn nhận giáo hội, có thể qua cách thờ phượng, nguồn gốc của các hệ phái, hoặc thậm chí là qua những người lãnh đạo của giáo hội để xác định vị thế giáo hội của mình. Nếu chúng ta không nhìn nhận nguồn gốc lịch sử của giáo hội trước khi xem xét các giáo hội ngày nay, rất có thể chúng ta sẽ ngộ nhận rằng một số giáo hội nào đó là giáo hội duy nhất, còn một số khác thì không phải.

## Ngữ nghĩa

### Sự phát triển của khái niệm "đại công" trong thời cổ đại
Từ "đại công" (catholicity) lần đầu tiên được ghi nhận trong Cơ Đốc giáo vào khoảng năm 107, khi thánh Ignatius thành Antiochia gửi thư cho Hội Thánh Smyrna, nói rằng: "Nơi nào có Chúa Jesus Christ hiện diện, nơi đó có Hội Thánh đại công".
Về mặt ngữ nguyên, "đại công" bắt nguồn từ καθολικός katholikós - hình dung từ trong tiếng Hi Lạp, có nghĩa là “phổ quát”, “phổ thông”, “công quảng”, “của toàn thế giới”. Chữ đó lại bắt nguồn từ καθόλου kath'holou trong tiếng Hi Lạp có nghĩa là "phổ thông", "toàn thể". Từ καθόλου kath'holou được sinh ra bởi cụm từ "toàn thể trong một" (kata holon). Từ thế kỉ III, "đại công" đã được sử dụng để chỉ một đặc điểm của Hội Thánh, và theo nhà thần học Cyril thành Jerusalem (khoảng 315 - 386), nó mang ý nghĩa "chính thống" hơn là "phổ quát".

### Phân biệt giữa "công giáo" và "Giáo hội Công giáo La Mã"
Các giáo phái Kitô giáo coi giáo hoàng La Mã là người đứng đầu và có sự hiệp thông hoàn toàn, nên thường được gọi là "Giáo hội Công giáo" cả về tự xưng và xưng hô. Các giáo phái Kitô giáo này bao gồm Giáo hội Công giáo La Mã (còn được gọi là Giáo hội Rôma) và các Giáo hội Công giáo Phụng vụ kiểu Đông phương.
Dù "công giáo" và "Công giáo Rôma" thường xuyên bị nhầm lẫn, "công giáo" ban đầu là một từ Hi Lạp (καθολικός katholikós) nhằm chỉ tính phổ quát của giáo hội, không phải là một từ để chỉ giáo phái do giáo hoàng Rôma đứng đầu. Mặc dù Giáo hội Công giáo La Mã là giáo hội lớn nhất, thường tự nhận là "giáo hội công giáo", nhưng có nhiều Giáo hội Công giáo Độc lập khác, chẳng hạn Giáo hội Công giáo Phục cổ, cũng tự nhận mình là "giáo hội công giáo" (tuy nhiên, vì không có sự công nhận qua lại với Toà Thánh Rôma nên không được Giáo hội Công giáo La Mã công nhận là "công giáo").

### Đại công (phổ quát) trong Chính thống giáo
Thánh Ignatius thành Antioch, người đầu tiên sử dụng từ καθολικός katholikós, là một vị thánh được kính trọng trước khi có sự Phân liệt Đông giáo hội và Tây giáo hội. Chính giáo Đông phương cũng tự coi mình là katholikós (đại công).
Chính giáo Đông phương gọi mình cách đầy đủ, chính thức là Giáo hội Công giáo Chính thống, và thường gọi vắn là Giáo hội Chính giáo, với từ Orthodox (chính thống) có nghĩa là "tư tưởng chính xác, đúng đắn". Tên gọi này trong tiếng Nhật Bản được dịch là "Chính Giáo hội" (正教会せいきょうかい), còn trong tiếng Trung Quốc được dịch là Đông Chính Giáo hội (东正教会).

### Khái niệm

#### Đại công
Đại công (chữ Trung Quốc: 大公), bắt nguồn từ thành ngữ tiếng Hán "Đại đạo chi hành, thiên hạ vi công" (大道之行，天下为公). Dưới góc độ của Cơ Đốc giáo, có thể hiểu "Đại đạo chi hành, thiên hạ vi công" như sau.
Một, "đại đạo" chính là Chúa Jesus. Theo Thánh kinh, Chúa Jesus phán rằng: "Ta là đường đi, lẽ thật, và sự sống; chẳng bởi ta thì không ai được đến cùng Cha" (Tin lành Giăng 14:6). Lời này khẳng định rằng Chúa Jesus là Đạo, là con đường duy nhất dẫn dắt nhân loại đến Đức Chúa Trời, đến lẽ thật và sự sống đời đời. Khi áp dụng điều này vào "đại đạo chi hành", chúng ta có thể hiểu rằng "đại đạo" không phải là một lí tưởng trừu tượng, mà là Chúa Jesus hiện thân thành Đạo - Đạo trở nên xác thịt, Ngài chính là con đường sự sống và là chân lí thực sự cho thế gian. Trong Cơ Đốc giáo, "đại đạo chi hành" nghĩa là con người tuân theo giáo lí của Chúa Jesus, lấy tình yêu thương và tuyên xưng công chính làm lẽ sống. Như vậy, một khi "đại đạo" được thực thi, đó là khi Chúa Jesus - con đường dẫn đến sự cứu rỗi - được tôn vinh và nhân loại sẽ đến gần hơn với Đức Chúa Trời.
Hai, cụm từ "thiên hạ vi công" nghĩa là "thiên hạ là của chung", hay hiểu theo Cơ Đốc giáo thì "thiên hạ" (toàn thế giới) là của Đức Chúa Trời, và Chúa Giê-xu là Đấng chí cao, chủ tể của toàn vũ trụ. Khi Đức Chúa Giê-xu trở thành Đạo thành xác thịt để cứu chuộc nhân loại, Ngài đã thiết lập một vương quốc công bình và hoà bình, không thiên vị bất kì một cá nhân, dân tộc hay tầng lớp nào.
Trong Thánh kinh, Khải Huyền 11:15, có chép rằng: "Từ nay nước của thế gian thuộc về Chúa chúng ta và Đấng Christ của Ngài, Ngài sẽ trị vì đời đời." Đây là lời khẳng định rằng vạn sự đều thuộc về Chúa Jesus Christ, và khi tất cả mọi người cùng thừa nhận quyền tể trị của Ngài, vương quốc sẽ trở nên công bằng và yêu thương - vì thiên hạ là của Chúa và phải được cai trị bằng lẽ thật của Ngài.
Khi lấy Chúa Giê-xu làm trung tâm, mỗi người sẽ sống một cuộc đời "Đại đạo chi hành," nghĩa là:
- Yêu thương người khác như Chúa yêu thương chúng ta: Không chỉ nghĩ đến lợi ích cá nhân mà còn phục vụ, giúp đỡ cộng đồng và lan toả tình yêu thương.
- Sống công bình, ngay thẳng, và tôn trọng lẽ thật: Tránh thiên vị và giữ công lí, vì Ngài là lẽ thật và công lí.
- Tôn vinh Đức Chúa Trời và nhận biết quyền tể trị của Ngài trên muôn vật: Khiến cho thiên hạ được hoà hợp, vì toàn thể vũ trụ nằm trong quyền năng của Ngài.

Do vậy, "Đại đạo chi hành, thiên hạ vi công" có thể được hiểu trong Cơ Đốc giáo là sống theo Chúa Jesus và lan toả tình yêu thương của Ngài ra thế giới, biến đổi thế giới thành nơi tràn ngập công lí, hoà bình, và tình thương - một thiên hạ thực sự thuộc về Chúa Jesus.

#### Tính đại công
Trong Chính giáo Đông phương, tính đại công (καθολικός katholikós) của Hội Thánh không chỉ được hiểu theo khía cạnh địa lí, mà còn bao hàm cả khía cạnh chất lượng, như nhà thần học Nga Aleksey Khomyakov (1804 - 1860) đã giải thích. Khi từ katholikós được sử dụng trong thế kỉ II, nó không phải để định nghĩa giáo hội về mặt số lượng mà là về mặt chất lượng.
Trong Chính giáo Đông phương, khi nói giáo hội là "đại công", điều đó có nghĩa là Hội Thánh "đủ đầy, hoàn toàn, bao hàm tất cả và không có gì thiếu sót".
Chính giáo Đông phương cho rằng, ngay từ khi còn chưa lan rộng về phương diện địa lí, giáo hội cũng đã là "giáo hội công giáo" (phổ quát) vì không thiếu bất kì yếu tố nào của một giáo hội đích thực của Đấng Christ. Chính Đức Chúa Trời hiện diện qua Đấng Christ và Thánh Linh trong từng giáo hội địa phương, hoạt động cùng cộng đồng Cơ Đốc nhân qua các giáo lí, thánh chức và các thánh lễ của các sứ đồ, nên không cần thêm yếu tố nào khác để tham dự vào Vương quốc của Đức Chúa Trời.
Trong lĩnh vực cộng đồng giáo hội, thảo luận về Ba Ngôi Đức Chúa Trời (Thiên Chúa Ba Ngôi) được nghiên cứu. Như Gregory thành Nyssa đã nói, Cơ Đốc giáo là sự mô phỏng của bản tính thần linh, nên cộng đồng giáo hội được coi là hình ảnh của Chúa Ba Ngôi. Do đó, tính đại công của Hội Thánh chỉ được bày tỏ dưới ánh sáng của Ba Ngôi Đức Chúa Trời.
Vì lí do đó, tính đại công (katholikós) không thể thay thế bằng từ "hoàn vũ" (universality), vì trong Chính giáo, từ phổ quát không chỉ bao gồm sự thống nhất mà còn cả sự đa dạng. Như nhà thần học Nga Vladimir Lossky diễn giải: "Đại công là sự nhất quán giữa hai yếu tố, hay đúng hơn là sự đồng nhất giữa thống nhất và đa dạng".

## Lịch sử

### Tóm tắt về các hệ phái lớn

Dòng thời gian về sự phát triển của Hội Thánh phổ thông, bắt đầu từ Cơ Đốc giáo thời kì sơ khai.

Một niềm tin phổ biến liên quan đến tính đại công là sự liên tục không ngừng về mặt chế độ của Hội Thánh Cơ Đốc giáo thời kì sơ khai do Chúa Giê-xu sáng lập. Nhiều giáo hội hoặc liên hiệp các giáo hội thường tự nhận bản thân là Hội Thánh đích thực. Sau đây là tóm tắt các cuộc phân liệt và xung đột lớn trong Cơ Đốc giáo, đặc biệt là trong các nhóm tự nhận là công giáo; có nhiều cách diễn giải lịch sử khác nhau về việc các nhóm nào đã phân liệt khỏi Hội Thánh nguyên thuỷ ban đầu.
Theo thuyết Ngũ đại thượng phụ (en), Hội Thánh chưa phân liệt nguyên lúc đầu được tổ chức dưới ba đại thượng phụ là Rome, Alexandria và Antioch, sau đó thêm vào hai đại thượng phụ là Constantinople và Jerusalem. Giám mục La Mã lúc đó được công nhận là vị trí thứ nhất trong số họ, được ghi nhận trong tín điều 3 của Giáo hội nghị Constantinople I (năm 381) — rất nhiều người hiểu lầm rằng "thứ nhất" ở đây có nghĩa là “thứ nhất giữa những người ngang hàng” — và các tranh chấp về giáo lí hay thủ tục thường được đưa lên Rome. Chẳng hạn, khi giáo phụ Athanasius thành Alexandria kháng cáo chống lại quyết định của Hội nghị Tyre (năm 335), giáo hoàng Julius I đã huỷ bỏ quyết định của hội nghị đó và khôi phục chức vụ của Athanasius và Marcellus thành Ancyra. Giám mục La Mã cũng được coi là có quyền triệu tập các hội nghị đại công. Khi thủ đô của Đế quốc La Mã dời về Constantinople, ảnh hưởng của Rome đôi khi bị thách thức. Tuy nhiên, Rome đòi quyền lực đặc biệt do liên hệ với các sứ đồ Phi-e-rơ và Phao-lô, những người được tin là đã tuẫn đạo và được chôn cất tại Rome, và giám mục La Mã tự xem mình là người kế vị của Peter. Một số nguồn cho rằng Peter không phải là giáo hoàng đầu tiên và chưa từng đến Rome.
Giáo hội nghị Ephesus năm 431, hội nghị đại công lần thứ ba, chủ yếu đối phó với chủ nghĩa Nestorius, tách biệt rõ ràng hai căn tính gồm nhân tính và thần tính của Chúa Jesus, và cho rằng khi sinh ra Chúa Jesus Christ, trinh nữ Mary không thể được coi là sinh ra Đức Chúa Trời. Giáo hội nghị này bác bỏ chủ nghĩa Nestorius và khẳng định rằng, vì nhân tính và thần tính là không thể tách rời trong một thân vị của Chúa Jesus Christ, và mẹ của Chúa Giê-xu, trinh nữ Mary, là mẹ Thiên Chúa (Theotokos). Cuộc đại phân liệt đầu tiên trong Hội Thánh nguyên thuỷ diễn ra ngay sau giáo hội nghị này. Những người không chấp nhận phán quyết của hội nghị đại công đó chủ yếu đến từ Ba Tư và ngày nay được đại diện bởi Giáo hội Đông phương Assyria và các giáo hội liên quan, mặc dù họ hiện không còn theo thần học "Nestorius". Họ thường được gọi là các Giáo hội Đông phương Cổ đại.
Cuộc đại phân liệt tiếp theo xảy ra sau Giáo hội nghị Chalcedon (năm 451). Hội nghị đại công này bác bỏ thuyết Nhất tính Cơ Đốc, cho rằng bản tính thần tính hoàn toàn thấm nhuần bản tính nhân tính của Đấng Christ. Hội nghị đại công tuyên bố rằng Đấng Christ, dù là một thân vị, vẫn có hai căn tính thần-nhân, "không trộn lẫn, không cải biến, không phân li, không tách rời", và vì thế Ngài là vừa là Đức Chúa Trời trọn vẹn vừa là con người trọn vẹn. Giáo hội Alexandria bác bỏ những điều khoản được Giáo hội nghị này chấp nhận, và các giáo hội Cơ Đốc giáo không chấp nhận Giáo hội nghị này — mặc dù không có giáo lí thuyết Nhất tính — được gọi là Chính thống giáo Cổ Đông phương hoặc Tiền-Chalcedon.
Cuộc rạn nứt lớn tiếp theo trong Cơ Đốc giáo diễn ra vào thế kỉ XI. Các tranh chấp về giáo lí lâu dài, cũng như xung đột trong cách tổ chức và sự phát triển của các nghi lễ và thực hành riêng biệt, đã dẫn đến cuộc đại phân liệt năm 1054, phân chia Hội Thánh thành “Tây Giáo hội” và “Đông Giáo hội”. Tây Ban Nha, Anh, Pháp, Đế quốc La Mã Thần thánh, Ba Lan, Bohemia, Slovakia, các quốc gia Scandinavia, các quốc gia ven biển Baltic và Tây Âu nói chung thuộc phe Tây Giáo hội, trong khi Hi Lạp, Romania, Nga và nhiều vùng đất Slav, Anatolia và các Cơ Đốc nhân ở Syria và Ai Cập chấp nhận Giáo hội nghị Chalcedon thuộc phe Đông Giáo hội. Cuộc chia rẽ này được gọi là Đại Phân liệt Đông–Tây Giáo hội.
Năm 1438, Giáo hội nghị Florence được triệu tập nhằm tìm kiếm sự hiểu biết về các khác biệt thần học giữa Đông và Tây, với hi vọng thống nhất các Giáo hội Công giáo và Chính giáo. Một số giáo hội Đông phương đã tái hợp, hình thành một số Giáo hội Công giáo Phụng vụ kiểu Đông phương.
Một cuộc đại phân liệt khác trong giáo hội xảy ra vào thế kỉ XVI là Cải cách tôn giáo, sau đó nhiều giáo sĩ của Tây Giáo hội đã dứt khoát từ chối quyền lực của giáo hoàng (bao gồm quyền giáo huấn của giáo hoàng và các giám mục hiệp thông với ông), cùng với một số giáo lí của Tây Giáo hội lúc bấy giờ, được gọi là “Cải cách” hoặc “Tin Lành”.
Một rạn nứt nhỏ hơn nhiều xảy ra sau Công đồng Vatican I của Giáo hội Công giáo La Mã, khi giáo hội chính thức tuyên bố tín điều "giáo hoàng bất khả ngộ". Một nhóm nhỏ người Công giáo ở Hà Lan và các nước nói tiếng Đức đã thành lập Giáo hội Công giáo Phục cổ.

## Quan điểm của các tông phái
Rất nhiều Cơ Đốc nhân và các giáo phái Cơ Đốc giáo trên quốc tế đều chủ trương rằng giáo hội của bản thân họ là "Hội Thánh đại công", đặc biệt dựa trên sự kế thừa của sứ đồ. Tổng quát, họ có thể được phân thành năm nhóm:
1. Giáo hội Công giáo, còn được gọi là Giáo hội Công giáo La Mã, cho rằng các Kitô hữu phải thừa nhận quyền lực giáo hoàng tại Rome, và có sự hiệp thông hoàn toàn với giám mục La Mã là yếu tố quyết định của tính công giáo. Các giáo hội cá biệt (particular church) của nó, bao gồm Giáo hội La-tinh và các Giáo hội Công giáo Phụng vụ kiểu Đông phương, họ có quyền xét xử và nghi thức thờ phượng khác nhau, nhưng vẫn "liên minh với Rome".[27]
2. Những người theo Giáo hội Chính giáo Đông phương, Giáo hội Chính thống Cổ Đông phương và Giáo hội Cảnh giáo cho rằng mình là giáo hội kế thừa từ các sứ đồ, là giáo hội chính thống và toàn diện luôn gìn giữ chế độ của Hội Thánh nguyên thuỷ và tự nhận là Hội Thánh đại công. Hội Thánh nguyên thuỷ hoàn toàn không có chế độ tập quyền, nghĩa là giáo hoàng thượng quyền.
3. Các giáo hội như Giáo hội Công giáo Phục cổ, Giáo hội Thánh công và một số giáo hội Luther khác cho rằng, giáo hội của họ kế thừa nghi thức đặt tay của Hội Thánh nguyên thuỷ, là giáo hội được truyền thừa liên tục không ngừng từ đó cho đến nay bởi các sứ đồ. Giáo hội Công giáo La Mã cho rằng, Giáo hội Thánh công và Giáo hội Luther đều là “phe kháng nghị” đối lập với “tinh thần công giáo” thông qua phong trào độc lập, là “Tân giáo” chứ không phải là “Cựu giáo”, hơn nữa chỉ công nhận một số “Cựu Công giáo” là Công giáo thực sự.
4. Những người thuộc linh cho rằng bản thân họ kế thừa từ các sứ đồ nhưng chẳng đoái hoài gì đến Hội Thánh lịch sử, cũng không xem bản thân là một tín đồ Công giáo.
5. Những người cho rằng bản thân bị gián đoạn bởi sự truyền thừa của các sứ đồ, nhưng thông qua các phong trào khôi phục như Phong trào Oxford để khôi phục truyền thống, hơn nữa cố gắng đối thoại với phía Rome để tìm sự đồng thuận có thể chấp nhận được từ cả hai phía. Ví dụ như Giáo hội Tin Lành Luther ở Mỹ, Giáo hội Tin Lành Luther ở Canada, cùng với Giáo hội Thánh công và Công giáo Phục cổ.

Ba nhóm đầu tiên đều có chung ba đặc điểm: Giáo hội là giáo hội phổ quát, nhất thể hoá; giáo lí hoàn toàn nhất quán từ trên xuống dưới; duy nhất tôn vinh Đức Chúa Trời và Đấng Cứu thế Jesus Christ. Sự khác biệt lớn nhất giữa Công giáo La Mã và các hệ phái Tin Lành sau khi xảy ra Cải cách tôn giáo nằm ở hai nhóm đầu, trong khi nhóm thứ ba thể hiện sự lí giải nhất quán về Đức Chúa Trời.
Các giáo hội này không phải là một tổ chức hoàn chỉnh, đang ở trong trạng thái phân tách. Vì vậy, Giáo triều đình La Mã thường dùng thuật ngữ "công giáo" (viết tắt là catholic, không viết hoa) hoặc "Giáo hội công giáo" để chỉ Giáo hội công giáo hoàn vũ đang trong trạng thái phân tách, tránh dùng từ "Công giáo" (Catholic, viết hoa) theo nghĩa hẹp ám chỉ Công giáo La Mã.
Tất cả họ đều tin Bài tín điều các Sứ đồ và Bài tín điều Nicene. Bài tín điều các Sứ đồ, với câu: “Tôi tin Hội Thánh phổ thông, sự cảm thông của thánh đồ, sự tha tội, sự sống lại của thân thể, và sự sống đời đời”, hoặc Bài tín điều Nicene, với câu: “Tôi tin Hội Thánh duy nhất, thánh thiện, công giáo và tông truyền”, thường được đọc trong các buổi lễ thờ phượng. Trong một số tông phái thuộc nhóm 3, từ "Cơ Đốc nhân" được thay thế cho "công giáo" để thể hiện giáo lí rằng Hội Thánh Cơ Đốc giáo, ít nhất về mặt lí tưởng, là không bị chia rẽ.
Họ thông thường sử dụng từ “Cơ Đốc giáo” để gọi chung thay vì “Công giáo”. Nói một cách tương đối, Cơ Đốc giáo là một khái niệm bao quát hơn. Trong khẩu ngữ thực tế hoặc trong nghiên cứu học thuật, “Công giáo” thường chỉ một mình “Giáo hội Công giáo La Mã”. Tại Việt Nam, “Công giáo” thường ám chỉ “Công giáo Việt Nam” hoặc “Giáo hội Công giáo La Mã”.
Các Hội Thánh Tin Lành có những quan niệm thần học và thuyết Hội Thánh riêng biệt về tính đại công.

### Giáo hội Công giáo La Mã
Trong "Thư về một số khía cạnh của Giáo hội hiểu như là sự hiệp thông", Bộ Giáo lí Đức tin đã nhấn mạnh niềm tin rằng khái niệm giáo hội hoàn vũ (universal church) như là sự hiệp thông giữa các giáo hội không nên hiểu theo nghĩa rằng “mỗi giáo hội địa phương là một thực thể hoàn chỉnh tự thân, và rằng giáo hội hoàn vũ là kết quả của sự công nhận lẫn nhau giữa các giáo hội địa phương”. Bộ này khẳng định rằng “Giáo hội hoàn vũ không thể được coi là tổng hợp của các giáo hội địa phương hoặc là một liên đoàn các giáo hội địa phương”.
Giáo hội Công giáo La Mã chỉ công nhận những giáo hội hiệp thông hoàn toàn với Toà Thánh tại Rome mới là giáo hội công giáo. Dù công nhận chức giám mục và Thánh lễ của Giáo hội Chính giáo Đông phương trong nhiều trường hợp, nhưng Giáo hội Công giáo La Mã không coi các tông phái Tin Lành như tông Luther là các giáo hội đích thực, và dùng thuật ngữ “các cộng đoàn Hội Thánh” để chỉ những giáo phái này. Bởi vì Giáo hội Công giáo không công nhận các giáo phái này có thánh chức giám mục hợp lệ để cử hành Thánh lễ một cách hợp lệ, nên không phân loại họ là các giáo hội “theo nghĩa chính thức”.
Giáo lí về sự bất khả ngộ của giáo hoàng dựa trên niềm tin rằng quyền bính mà Chúa Giê-xu đã ban cho Phê-rô làm đầu Giáo hội trên trần gian được truyền lại cho các vị kế nhiệm Phê-rô, tức các giáo hoàng. Các câu Kinh Thánh liên quan gồm có: "18 Còn Thầy, Thầy bảo cho anh biết: anh là Phê-rô, nghĩa là Tảng Đá, trên tảng đá này, Thầy sẽ xây Hội Thánh của Thầy, và quyền lực tử thần sẽ không thắng nổi. 19 Thầy sẽ trao cho anh chìa khóa Nước Trời: dưới đất, anh cầm buộc điều gì, trên trời cũng sẽ cầm buộc như vậy; dưới đất, anh tháo cởi điều gì, trên trời cũng sẽ tháo cởi như vậy.” (Tin mừng Matthew 16:18-19).

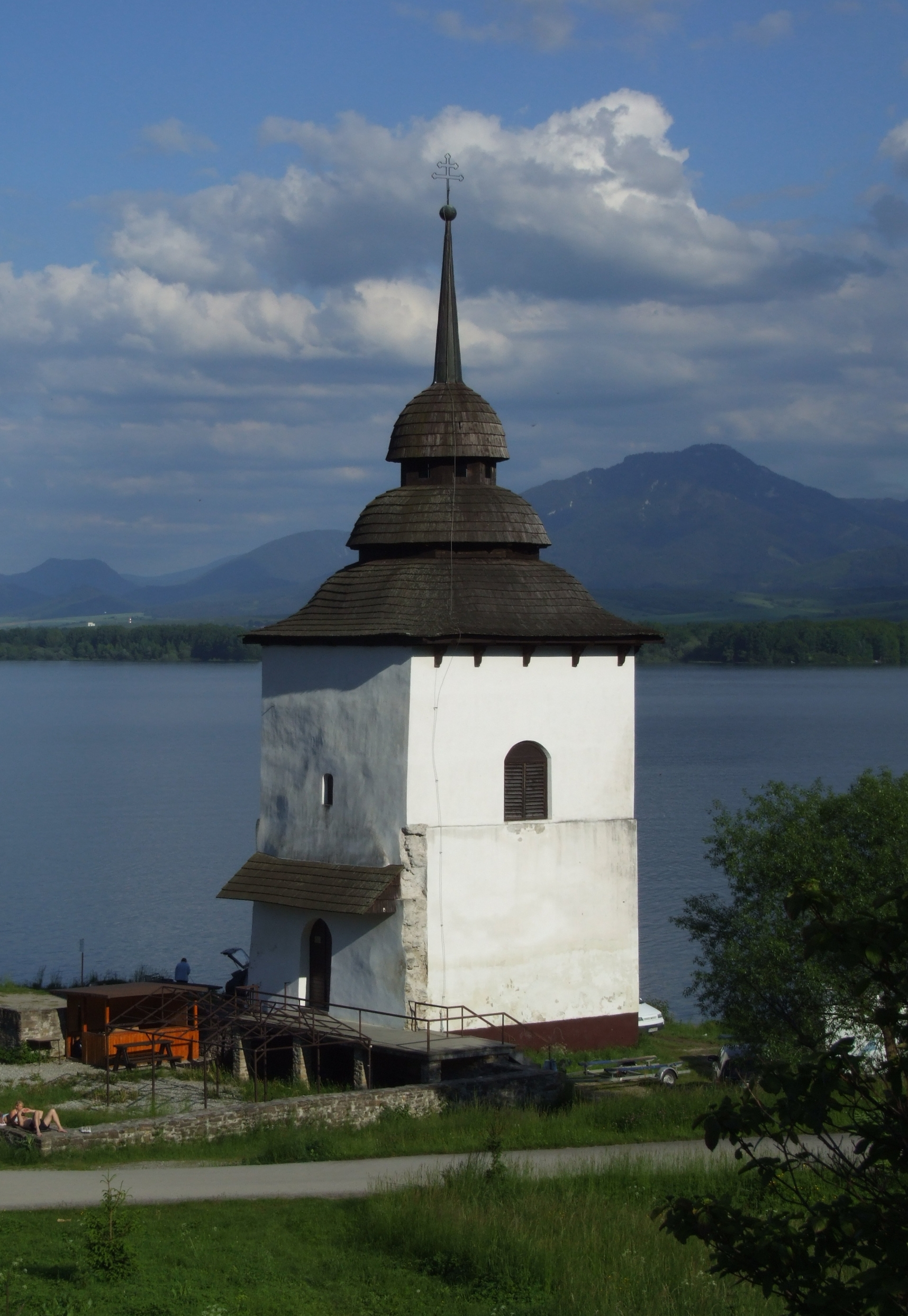
Tàn tích của một nhà thờ Công giáo Gothic ở Liptovská Mara (Slovakia).

Giáo hội La-tinh và Giáo hội Công giáo Phụng vụ kiểu Đông phương hợp thành "Giáo hội Công giáo", thường được gọi là "Giáo hội Công giáo La Mã", là cộng đồng tôn giáo lớn nhất thế giới và là giáo phái Kitô lớn nhất, gồm hơn một nửa Kitô hữu (1,27 tỉ người trong tổng số 2,1 tỉ), chiếm gần một phần sáu dân số thế giới. Linh mục Richard McBrien cho rằng tỉ lệ này còn cao hơn nếu bao gồm cả những giáo hội hiệp thông với giám mục La Mã theo "các mức độ" khác nhau. Giáo hội bao gồm 24 “giáo hội địa phương” hoặc các “nghi lễ” (theo Tuyên ngôn về Giáo hội Công giáo Phụng vụ kiểu Đông phương của Công đồng Vatican II và trong Bộ Giáo luật), tất cả đều công nhận quyền ưu tiên của giám mục La Mã và hoàn toàn hiệp thông với Toà Thánh cũng như với nhau.
Những giáo hội địa phương hoặc các thành phần cấu thành này bao gồm Giáo hội La-tinh (sử dụng một số nghi thức phụng vụ khác nhau, trong đó Nghi thức Rome là phổ biến nhất) và 23 Giáo hội Công giáo Phụng vụ kiểu Đông phương. Trong số các giáo hội địa phương Đông phương, 14 giáo hội sử dụng Nghi thức Byzantine. Trong giáo hội hoàn vũ, mỗi “giáo hội địa phương”, dù Đông phương hay Tây phương, đều có phẩm giá bình đẳng. Cuối cùng, trong các tài liệu chính thức, Giáo hội Công giáo, dù bao gồm nhiều giáo hội địa phương, vẫn "tiếp tục tự xưng là 'giáo hội công giáo'" hoặc, ít phổ biến nhưng đồng nhất, là 'Giáo hội Công giáo La Mã', do mối liên hệ thiết yếu với giám mục Rô-ma.

Richard McBrien trong cuốn Catholicism cho rằng việc dùng đồng nghĩa “Công giáo” và “Công giáo Rô-ma” là không chính xác. Ông lập luận:
“‘Công giáo’ có đồng nghĩa với ‘Công giáo Rô-ma’ không? Và việc gọi Giáo hội Công giáo La Mã là ‘Giáo hội Rô-ma’ có chính xác không? Câu trả lời cho cả hai câu hỏi là không. Tính từ ‘Rô-ma’ áp dụng hợp lí hơn cho giáo phận Rô-ma hơn là cho cộng đồng Công giáo toàn cầu đang hiệp thông với giám mục Rô-ma. Thực sự, một số người Công giáo cho rằng gọi Giáo hội là ‘Công giáo’ và ‘Rô-ma’ cùng lúc là mâu thuẫn. Những người Công giáo Phụng vụ kiểu Đông phương, với số lượng hơn hai mươi triệu người, cũng thấy tính từ ‘Rô-ma’ là phản cảm. Ngoài truyền thống La-tinh hoặc Rô-ma, còn có bảy truyền thống giáo hội không phải La-tinh, không phải Rô-ma: Armenia, Byzantine, Coptic, Ethiopia, Syriac Đông phương (Chaldean), Syriac Tây phương và Maronite. Mỗi giáo hội với các truyền thống không phải La-tinh này đều là công giáo như Giáo hội Công giáo Rô-ma. Do đó, không phải tất cả những người Công giáo đều là Công giáo Rô-ma... Để trở thành công giáo—dù là Rô-ma hay không Rô-ma—về mặt giáo hội học là để hiệp thông hoàn toàn với giám mục Rô-ma và do đó là một phần không thể thiếu của Cộng đồng Giáo hội Công giáo.”
McBrien cho rằng, ở cấp độ chính thức, cái mà ông gọi là "Cộng đồng Giáo hội Công giáo" luôn tự xưng là "Giáo hội Công giáo". Tuy nhiên, vẫn có những ví dụ như trên về việc Toà Thánh và các giáo hoàng sử dụng thuật ngữ “Giáo hội Công giáo Rô-ma”. Ví dụ, Tổng giáo phận La-tinh Detroit liệt kê tám Giáo hội Công giáo Phụng vụ kiểu Đông phương, mỗi giáo hội có một giám mục riêng, đều có một hoặc nhiều giáo xứ trong lãnh thổ của Tổng giáo phận La-tinh, và mỗi giáo xứ này đều được mô tả là hiệp thông hoàn toàn với "Giáo hội Rô-ma".

### Giáo hội Chính giáo Đông phương
Giáo hội Chính giáo Đông phương giữ vững quan điểm rằng chính sự hiệp thông của họ mới thật sự cấu thành nên Giáo hội duy nhất, thánh thiện, công giáo và tông truyền. Các tín hữu Chính giáo Đông phương coi mình là người thừa kế của cấu trúc giáo phụ từ thiên niên kỉ thứ nhất, được phát triển trong Giáo hội Đông phương theo mô hình Ngũ đại thượng phụ, được công nhận bởi các Hội nghị đại công, một lí thuyết "tiếp tục chiếm ưu thế trong các tầng lớp chính thức Hi Lạp cho đến ngày nay."
Kể từ các tranh cãi thần học từ thế kỉ IX đến thế kỉ XI, dẫn đến sự chia rẽ cuối cùng vào năm 1054, các Giáo hội Chính giáo Đông phương đã xem Giáo hội Công giáo La Mã là giáo hội li khai, đã vi phạm tính đại công cốt yếu của đức tin Cơ Đốc giáo bằng cách thêm vào những sự cách tân trong giáo lí (xem thêm Filioque). Ngược lại, mô hình Ngũ đại thượng phụ chưa bao giờ được áp dụng hoàn toàn trong Tây Giáo hội, nơi ưu tiên lí thuyết về quyền tối thượng của giám mục La Mã, ủng hộ Chủ nghĩa Giáo hoàng toàn quyền (Ultramontanism) hơn là Chủ nghĩa Giáo hội nghị toàn quyền (Conciliarism). Tước hiệu "Đại thượng phụ Tây phương" rất hiếm khi được các giáo hoàng sử dụng cho đến thế kỉ XVI và XVII, và chỉ được đưa vào Niên giám Giáo hoàng (Annuario Pontificio) từ năm 1863 đến năm 2005, sau đó bị loại bỏ vì không bao giờ rõ ràng và đã trở nên "lỗi thời và hầu như không thể sử dụng" qua lịch sử.

### Giáo hội Đông phương Assyria
Khái niệm về tính đại công cũng được duy trì trong các Giáo hội Đông phương cũ, với các đặc điểm và truyền thống của thần học và giáo hội học riêng biệt. Khái niệm này được kế thừa bởi hai nhánh hiện đại của Giáo hội này là Giáo hội Công giáo Chaldea, là một phần của Giáo hội Công giáo, và Giáo hội Đông Phương Assyria, có tên chính thức đầy đủ là "Giáo hội Thánh thiện Tông truyền Công giáo Đông phương Assyria". Nhánh tách ra từ Giáo hội này, là Giáo hội Đông phương Cổ đại, cũng có tên chính thức là "Giáo hội Thánh thiện Tông truyền Công giáo Đông phương Cổ đại". Các giáo hội này sử dụng thuật ngữ "công giáo" trong tên gọi của mình theo nghĩa truyền thống của tính đại công. Tuy nhiên, họ không hiệp thông với Giáo hội Công giáo La Mã.

### Giáo hội Luther
"Bài Tuyên xưng đức tin Augsburg" được tìm thấy trong cuốn "Sách Hiệp đồng" (Book of Concord), một tập hợp các tín điều của Giáo hội Luther, dạy rằng "đức tin được Luther và những người theo ông tuyên xưng không phải là điều gì mới, mà là đức tin đại công chân thật, và rằng các giáo hội của họ đại diện cho Hội Thánh đại công hay phổ thông chân thật". Khi các tín đồ Luther trình bày "Bài Tuyên xưng đức tin Augsburg" trước Charles V, hoàng đế La Mã Thần thánh vào năm 1530, họ tin rằng mình đã "chứng minh rằng mỗi tín điều và cách thực hành trước tiên nhất đều phải đúng với Kinh Thánh, rồi sau đó là lời giáo huấn của các giáo phụ và giáo hội nghị".
Sau cuộc Cải cách tôn giáo, các Giáo hội Luther, như Giáo hội Tin Lành Luther Phần Lan và Giáo hội Thuỵ Điển, vẫn giữ tính kế thừa các sứ đồ, khi các cựu giám mục Công giáo La Mã dễ dàng trở thành giám mục của Giáo hội Luther và tiếp tục giữ ghế của mình. Phong trào Giáo hội Thượng phái Luther trong thế kỉ XX thúc đẩy tính phổ quát phúc âm, trong một số trường hợp đã khôi phục tính kế thừa các sứ đồ cho các Giáo hội Luther ở Đức, nơi nó bị thiếu hụt.

### Giáo hội Thánh công
Các tài liệu nhập môn về Thánh công hội, chẳng hạn như "Nghiên cứu về Anh giáo" (The Study of Anglicanism), thường mô tả truyền thống Anh giáo là "Công giáo và Cải cách", phù hợp với sự hiểu biết về Anh giáo được thể hiện trong "Sự dàn xếp tôn giáo trong thời kì Elizabeth thống trị" (en) năm 1559 và trong các tác phẩm của những nhà thần học Anh giáo tiêu biểu đầu tiên như Richard Hooker và Lancelot Andrewes. Tuy nhiên, các khuynh hướng khác nhau trong Anh giáo - bắt nguồn từ thời Cải cách tôn giáo xứ Anh (en), đã nhấn mạnh khía cạnh Cải cách, Công giáo hoặc "Công giáo Cải cách" của truyền thống.
Thần học và giáo hội học của Thánh công hội vì nguyên do đó mà thường được thể hiện trong ba hình thức riêng biệt nhưng đôi khi chồng chéo nhau: Chủ nghĩa Anh giáo đại đồng (thường gọi là "Giáo hội thượng phái"), Anh giáo Tin Lành (thường gọi là "Giáo hội hạ phái") và Anh giáo Khoan dung ("Giáo hội quảng phái"), với niềm tin và thực hành nằm giữa hai trường phái trên. Dù tất cả các thành phần trong Liên hiệp Giáo hội Thánh công đều đọc các tín điều giống nhau, nhưng Anh giáo Tin Lành thường hiểu từ "đại công" theo nghĩa lí tưởng như đã nêu trên. Ngược lại, Anh giáo đại đồng coi Giáo hội phổ quát Anh giáo là một phần của toàn thể Giáo hội Công giáo La Mã, trong sự hiệp thông thiêng liêng và lịch sử với Giáo hội Công giáo Rôma, Giáo hội Công giáo Cổ và một số Giáo hội Đông Phương. Anh giáo Khoan dung có xu hướng giữ quan điểm trung gian, hoặc coi vấn đề này là tùy ý. Ví dụ, những người Anh giáo này đã đồng ý trong Hiệp định Porvoo về các thừa tác vụ có thể thay thế cho nhau và hiệp một Tiệc Thánh đầy đủ với các Giáo hội Luther.
Tính chất đại công hoặc xu hướng đại công trong truyền thống Anh giáo được thể hiện qua nhiều khía cạnh: về mặt giáo lí, về mối quan hệ đại kết (chủ yếu thông qua các tổ chức như Uỷ ban Quốc tế Anh giáo – Công giáo La Mã), về phương diện giáo hội học (thông qua chế độ giám mục và việc duy trì chức giám mục lịch sử), cũng như trong phụng vụ và lòng mộ đạo.
"Tín cương 39 điều" (Thirty-Nine Articles) của Giáo hội Thánh công tuyên bố rằng: "Có hai bí tích được Chúa chúng ta là Đức Chúa Jesus Christ thiết lập trong Tin Lành, đó là Thánh lễ Báp-têm và Thánh lễ Tiệc Thánh", và rằng: "Năm bí tích thường được gọi là bí tích, bao gồm Thêm sức, Thống hối, Xức dầu bệnh nhân, Truyền chức thánh và Hôn phối, không được tính là bí tích của Tin Lành". Tuy nhiên, một số tín đồ theo chủ nghĩa Anh giáo đại đồng (Anglo-Catholics) giải thích rằng thực tế có tổng cộng bảy bí tích. Nhiều tín đồ theo chủ nghĩa Anh giáo đại đồng thực hành lòng sùng bái Mary, lần chuỗi mân côi, đọc kinh Thiên sứ, thực hành thờ lạy Thánh thể, và cầu xin sự chuyển cầu của các thánh.
Về phương diện lễ nghi, hầu hết tín hữu Anh giáo sử dụng nến trên bàn thờ hoặc bàn Tiệc Thánh, và nhiều giáo đường sử dụng hương và chuông trong Thánh lễ Tiệc Thánh. Đặc biệt trong những nhóm Anh giáo đại đồng nổi bật nhất, Tiệc Thánh được gọi bằng thuật ngữ gốc La-tinh là "Thánh lễ Tiệc Thánh" (Mass), chữ đó đã được sử dụng trong cuốn sách cầu nguyện đầu tiên (Book of Common Prayer 1549) và trong "Sách Cầu nguyện chung 1979" (Book of Common Prayer 1979). Trong nhiều giáo đường, Thánh lễ Tiệc Thánh được cử hành hướng về phía bàn thờ (thường có nhà bí tích – chỗ đặt Mình Thánh trong giáo đường) bởi một linh mục, được hỗ trợ bởi một phó tế và một trợ phó tế. Tín hữu Anh giáo tin vào sự Hiện diện Thật của Đấng Christ trong Tiệc Thánh, dù các tín đồ Anh giáo đại đồng giải thích điều đó là sự hiện diện thuộc thể (corporeal presence) chứ không phải sự hiện diện thuộc linh (pneumatic presence). Các nghi thức hoặc hình thức Tiệc Thánh khác nhau mang những cách hiểu khác nhau, dù không nhất thiết mâu thuẫn về sự cứu rỗi. Vì vậy, không một xu hướng hay hình thức nào của Anh giáo có thể đại diện cho toàn thể truyền thống, ngay cả trong các tuyên bố đại kết (như các tuyên bố của Uỷ ban Quốc tế Anh giáo – Công giáo La Mã).
Sự phát triển của Anh giáo đại đồng có liên quan mật thiết đến Phong trào Oxford vào thế kỉ XIX. Hai nhân vật lãnh đạo nổi bật của phong trào, John Henry Newman và Henry Edward Manning, đều là linh mục, cuối cùng đã gia nhập Giáo hội Công giáo La Mã và trở thành hồng y. Những người khác, như John Keble, Edward Bouverie Pusey và Charles Gore, trở thành những nhân vật có ảnh hưởng trong Anh giáo. Rowan Williams - cựu Tổng Giám mục Canterbury, là một người bảo trợ cho "Công giáo xác tín" (Affirming Catholicism), một phong trào Anh giáo đại đồng mang tính tự do hơn. Ngoài ra, cũng có các nhóm Công giáo bảo thủ trong truyền thống này, chẳng hạn như "Tiến bước trong đức tin" (Forward in Faith).
Hiện nay, có khoảng 80 triệu tín hữu Anh giáo trong Liên hiệp Giáo hội Thánh công, chiếm 3,6% số lượng Cơ Đốc nhân trên toàn thế giới.